# Fontinalis welchiana
Fontinalis welchiana är en bladmossart som beskrevs av Bruce H. Allen 1988. Fontinalis welchiana ingår i släktet näckmossor, och familjen Fontinalaceae. Inga underarter finns listade i Catalogue of Life.